# باشگاه فوتبال ینی ملطیه‌اسپور
باشگاه فوتبال ینی ملطیه‌اسپور (انگلیسی: Yeni Malatyaspor) یک باشگاه فوتبال در شهر ملطیه، ترکیه است.
این باشگاه که در سال ۱۹۸۶ تأسیس شده است در لیگ دسته دوم فوتبال ترکیه بازی می‌کند.

## افتخارات
- لیگ دسته اول فوتبال ترکیه: نایب قهرمان: ۲۰۱۶–۱۷
- لیگ دسته دوم فوتبال ترکیه: قهرمان: ۲۰۱۴–۱۵